# Irene Schwarz
Irene Schwarz (* 1960 in Leipzig) ist eine deutsche Schauspielerin, die sowohl auf der Bühne als auch vor der Kamera tätig ist.

## Leben und Karriere
Schwarz wurde in Leipzig geboren. Über Eltern und Familie ist öffentlich nichts bekannt.
Sie besuchte die Schauspiellehrwerkstatt in Köln und absolvierte Kurse bei École Philippe Gaulier in London. Neben der Schauspielausbildung erhielt sie auch Kameratraining bei Bob Andrews und M. K. Lewis an der IFS Köln.
Ihre Theaterkarriere begann sie 1985. Nach ihrer Ausbildung spielte Schwarz an verschiedenen Bühnen, darunter in Münster, Wuppertal, Basel, Aachen, am Volkstheater Trude Herr in Köln und am Millowitsch-Theater. 1987 war sie Gründungsmitglied des NN Theater Köln, einem Tournee- und Freilichttheater, das sich mit eigenwilligen Klassikeradaptionen einen Namen gemacht hat und regelmäßig auf Festivals zu sehen ist, unter anderem in Edinburgh. So spielte sie in Stücken wie Drachenangler, Der Glöckner von Notre Dame, Maria Stuart, Romeo und Julia und den Nibelungen. 2012 erhielt sie mit dem Ensemble des NN Theaters den Ehrentheaterpreis der Stadt Köln. Zudem arbeitet sie seit einigen Jahren auch als Regisseurin und folgte – neben anderen – George Isherwood, der seit den Anfängen des NN Theater als Straßentheater zwischen 1989 und 2011 Regie führte.
Einem breiten Publikum wurde Schwarz durch die Fernsehserie Hausmeister Krause – Ordnung muss sein bekannt, in der sie von 1999 bis 2010 die Rolle der Lisbeth „Lissy“ Krause in acht Staffeln spielte. Ihre Rolle wurde zuvor in der Komödie Voll normaaal, auf der die Serie lose basiert, von Renate Dissel verkörpert. Für ihre Darstellung erhielt Schwarz 2002 – zusammen mit dem Ensemble der Fernsehserie – den Deutschen Comedypreis. Am 16. Oktober 2020 trat sie in einer Adaption der Spielshow Familien-Duell mit ihrer Filmfamilie in der ersten Ausgabe der zweiten Staffel von Luke! Die Greatnightshow auf, die von Luke Mockridge moderiert wurde.
Weitere Auftritte vor der Kamera hatte sie in Serien wie Alles was zählt und zuletzt im Spielfilm Sterben ist auch keine Lösung aus dem Jahr 2023. Schwarz arbeitet auch als Synchronsprecherin. So lieh sie der Figur Doma Dendra in dem Computerspiel Star Wars Jedi: Survivor ihre Stimme, die im Original von Rebecca Wisocky gesprochen wurde.

## Auszeichnungen
- 2002: Deutscher Comedypreis als Ensemble-Mitglied für Hausmeister Krause – Ordnung muss sein
- 2012: Ehrentheaterpreis der Stadt Köln mit dem NN Theater

## Filmografie (Auswahl)
- 1985–1986: Die ehrbare Dirne
- 1987: Im zweiten Frühling
- 1988: Die Pest
- 1994: Die Wache (Fernsehserie, 12 Folgen)
- 1995: Nonnsense
- 1996: Tarzan – Wo die Datteln rappeln
- 1997: Schräge Vögel
- 1999–2010: Hausmeister Krause – Ordnung muss sein (Fernsehserie, 79 Folgen)
- 1999: Operation Phoenix – Jäger zwischen den Welten (Fernsehserie, 1 Folge)
- 2000: SK Kölsch (Fernsehserie, 1 Folge)
- 2002: Der kleine Mönch (Fernsehserie, 1 Folge)
- 2002: Verdammt verliebt (Fernsehserie, 2 Folgen)
- 2011: Danni Lowinski (Fernsehserie, 1 Folge)
- 2023: Sterben ist auch keine Lösung

## Theater (Auswahl)
- 2015: Der nackte Wahnsinn (Stadttheater Aachen)
- 2015: Metropolis (Tournee mit NN Theater Köln)
- 2016: Kennen Sie Kino? Episode 2 (Tournee)
- 2017: Ich fürchte nichts – Luther (Tournee mit NN Theater Köln)
- 2017: Heidi (Tournee mit NN Theater Köln; Kinderstück)
- 2018: 20.000 Meilen unter dem Meer / Der Sturm (Tournee mit NN Theater Köln)
- 2019: Das kalte Herz (NN Theater Köln)
- 2020: Tatataaa – Beethoven (NN Theater Köln)